# Ахмедов, Араз Сулейман оглы
Араз Сулейман оглы Ахмедов (азерб. Araz Süleyman oğlu Əhmədov; род. 1963, Биляв, Нахичеванская АССР) — глава исполнительной власти Масаллинского района (с 2022).

## Биография
Родился в 1963 году в с. Биляв Ордубадского района.
В семье было 6 сестёр, 4 братьев. В детстве потерял обеих родителей.
Обучался в школе-интернате. Окончил Азербайджанский педагогический институт русского языка и литературы
Участник Первой карабахской войны. Принимал участие в боях за Губадлы.
С 1991 года работал в Службе государственной безопасности Азербайджана. Являлся начальником Управления СГБ.
В 2019 году получил звание генерал-майора СГБ.
Глава исполнительной власти Масаллинского района (с 25 июля 2022).

## Семья
Брат, Гюндуз Ахмедов. Кандидат экономических наук. Предприниматель Один из основателей национально-культурной автономии азербайджанцев России.
Брат, Эльчин Ахмедов, после потери родителей с 6 лет воспитывался в детском доме имени Османа Мирзоева Ленкорани, затем в интернате №1 Маштаги. Участник Первой карабахской войны.

## Награды
- Медаль «За военные заслуги» (1998, за отличие на службе по сохранению азербайджанской государственности, предотвращению разведывательно-диверсионной деятельности, участие в поисково-следственных мероприятиях)
- Медаль «За Родину» (2020)